# Бала, Роланд
Роланд Бала (англ. Roland Bala; 18 сентября 1990, Порт-Морсби, Папуа — Новая Гвинея) — папуанский футболист, защитник новозеландского клуба «Саутерн Юнайтед» и сборной Папуа — Новой Гвинеи.

## Биография
Начинал карьеру в клубах чемпионата Папуа — Новой Гвинеи. Летом 2016 года перешёл в австралийский клуб «Кумера Кольтс». 17 января 2017 года подписал контракт с новозеландским клубом «Тим Веллингтон», в составе которого стал чемпионом Новой Зеландии, однако ни разу не выходил на поле. 1 октября 2017 года перешёл в другой новозеландский клуб «Саутерн Юнайтед». Дебютировал в новом клубе 22 октября того же года в матче чемпионата Новой Зеландии против «Окленд Сити».

### Карьера в сборной
В 2016 году сыграл два товарищеских матча за сборную Папуа — Новой Гвинеи, оба против сборной Малайзии.